# Mardin (Provinz)
Mardin (arabisch ماردين, DMG Mārdīn, reichsaramäisch ܡܪܕܝܢ Merdin, kurmandschi Mêrdîn) ist eine Provinz im Süden der Türkei an der Grenze zu Syrien. Der Name Mardin stammt aus dem syrischen Merde und bedeutet in etwa Burg. Die Hauptstadt ist die gleichnamige Stadt Mardin, die aber seit 2012 den Namen Artuklu trägt. Die Provinz Mardin grenzt im Westen an die Provinz Şanlıurfa, im Norden an die Provinzen Diyarbakır und Batman und im Osten an die Provinzen Şırnak und Siirt. Naturräumlich wird das Gebiet der Provinz größtenteils von der nach dem Hauptort benannten Mardin-Schwelle eingenommen.
Die Hauptstadt ist mit 182.400 Einwohnern (Stand 2020) die zweitgrößte Stadt der Provinz. Die Provinz bildet einen Übergang zwischen dem gebirgigen Anatolien und den Ebenen Mesopotamiens und hat nur wenige Berge, von denen einige über 1000 m hoch sind.

## Verwaltungsgliederung
Mardin ist seit 2012 eine Großstadtgemeinde (Büyükşehir belediyesi). Nach einer Verwaltungsreform ab 2013 sind alle Landkreise direkt dem Oberbürgermeister von Mardin unterstellt. Die Mahalle (Stadtviertel/Ortsteile) der Gemeinden (Belediye) wurden (außer jener der Kreisstadt) zu jeweils einer zusammengeführt und die ehemaligen Bürgermeister auf den Rang eines Muhtars heruntergestuft. Somit wurden die 10 Landkreise gleichzeitig Stadtbezirke, jede(r) davon gliedert sich in die o. g. Mahalle, insgesamt gibt es 698 davon. Alle Dörfer (Köy) wurden ebenfalls in Mahalle überführt. Ein Muhtar ist in jedem Mahalle der oberste Beamte.
Schreibweise der Kreise/Stadtbezirke in anderen Sprachen, die von der offiziellen, türkischen Schreibweise abweicht:
- Dargeçit (aramäisch: ܟܪܒܘܪܢ "Kerboran", kurd. Kerboran)
- Derik (aramäisch: ܖܪܝܟܐ Dêrike, kurd. Dêrik)
- Kızıltepe (kurd. Qoser)
- Mardin (aramäisch: ܡܶܪܕܺܝܢ Mardin)
- Mazıdağı (kurd. Şemrex)

- Midyat (aramäisch: ܡܕܝܕ Mëḏyaḏ, kurd. Midyad)
- Nusaybin (aramäisch: ܢܨܝܒܝܢ Niṣībīn, kurd. Nisêbîn; historisch Nisibis)
- Ömerli (aramäisch: ܡܐܥܣܪܜܐ Ma'asarte, kurd. Mehsertê)
- Savur (kurd. Stewr)
- Yeşilli (kurd. Rişmil)

| Kreis- code 1 | Landkreis İlçe | Fläche 2 (km²) | Bevölkerung am 31.12.2020 3 | Bevölkerung am 31.12.2020 3 | Bevölkerung am 31.12.2020 3 | Anzahl der Mahalle | Bevölke rungs dichte (Einw./km²) | Sex Ratio 4 Frauen auf 1000 Männer | Grün- dungs da- tum 5, 6 |
| Kreis- code 1 | Landkreis İlçe | Fläche 2 (km²) | Gesamt                      | männlich                    | weiblich                    | Anzahl der Mahalle | Bevölke rungs dichte (Einw./km²) | Sex Ratio 4 Frauen auf 1000 Männer | Grün- dungs da- tum 5, 6 |
| ------------- | -------------- | -------------- | --------------------------- | --------------------------- | --------------------------- | ------------------ | -------------------------------- | ---------------------------------- | ------------------------ |
| 2088          | Artuklu        | 885            | 182.400                     | 92.124                      | 90.276                      | 92                 | 206,1                            | 979,9                              | 2012                     |
| 1787          | Dargeçit       | 519            | 27.743                      | 13.764                      | 13.979                      | 39                 | 53,4                             | 1.015,6                            | 1987                     |
| 1273          | Derik          | 1.381          | 62.611                      | 31.187                      | 31.424                      | 79                 | 45,3                             | 1.007,6                            |                          |
| 1474          | Kızıltepe      | 1.236          | 261.442                     | 131.370                     | 130.072                     | 183                | 211,5                            | 990,1                              | 1929                     |
| 1519          | Mazıdağı       | 850            | 36.747                      | 18.702                      | 18.045                      | 53                 | 43,2                             | 964,9                              | 1937                     |
| 1526          | Midyat         | 1.241          | 117.364                     | 58.606                      | 58.758                      | 72                 | 94,6                             | 1.002,6                            |                          |
| 1547          | Nusaybin       | 1.079          | 111.674                     | 55.267                      | 56.407                      | 80                 | 103,5                            | 1.020,6                            |                          |
| 1564          | Ömerli         | 458            | 14.119                      | 7.269                       | 6.850                       | 45                 | 30,8                             | 942,4                              | 1953                     |
| 1609          | Savur          | 962            | 26.101                      | 13.078                      | 13.023                      | 41                 | 27,1                             | 995,8                              |                          |
| 2002          | Yeşilli        | 168            | 14.515                      | 7.413                       | 7.102                       | 14                 | 86,4                             | 958,0                              | 1990                     |
| 47 Mardin     | 47 Mardin      | 8.779          | 854.716                     | 428.780                     | 425.936                     | 698                | 97,46                            | 993,4                              |                          |

## Bevölkerung
In Mardin leben hauptsächlich Kurden, Araber, Türken und Aramäer/Assyrer sowie eine Bevölkerungsgruppe, die Mhallami genannt wird.
Die meisten der aus Mardin stammenden Jesiden (ca. 40.000) sind ausgewandert. Von den einst zehntausenden Aramäern leben heute allenfalls noch wenige hundert in Mardin.

### Ergebnisse der Bevölkerungsfortschreibung
Nachfolgende Tabelle zeigt die jährliche Bevölkerungsentwicklung nach der Fortschreibung durch das 2007 eingeführte adressierbare Einwohnerregister (ADNKS). Zusätzlich sind die Bevölkerungswachstumsrate und das Geschlechterverhältnis (Sex Ratio d. h. die rechnerisch ermittelte Anzahl der Frauen pro 1000 Männer) aufgeführt. Der Zensus von 2011 ermittelte 758.181 Einwohner, das sind über 50.000 Einwohner mehr als zum Zensus 2000.

| Jahr | Bevölkerung am Jahresende | Bevölkerung am Jahresende | Bevölkerung am Jahresende | Wachstums- rate der Be- völkerung (in %) | Geschlechter verhältnis (Frauen auf 1000 Männer) | Rang (unter den 81 Provinzen) |
| Jahr | gesamt                    | männlich                  | weiblich                  | Wachstums- rate der Be- völkerung (in %) | Geschlechter verhältnis (Frauen auf 1000 Männer) | Rang (unter den 81 Provinzen) |
| ---- | ------------------------- | ------------------------- | ------------------------- | ---------------------------------------- | ------------------------------------------------ | ----------------------------- |
| 2020 | 854.716                   | 428.780                   | 425.936                   | 1,90                                     | 993,4                                            | 26                            |
| 2019 | 838.778                   | 420.923                   | 417.855                   | 1,16                                     | 992,7                                            | 26                            |
| 2018 | 829.195                   | 417.000                   | 412.195                   | 2,41                                     | 988,5                                            | 26                            |
| 2017 | 809.719                   | 406.320                   | 403.399                   | 1,69                                     | 992,8                                            | 26                            |
| 2016 | 796.237                   | 400.475                   | 395.762                   | −0,04                                    | 988,2                                            | 26                            |
| 2015 | 796.591                   | 400.478                   | 396.113                   | 0,96                                     | 989,1                                            | 26                            |
| 2014 | 788.996                   | 395.968                   | 393.028                   | 1,19                                     | 992,6                                            | 26                            |
| 2013 | 779.738                   | 391.422                   | 388.316                   | 0,87                                     | 992,1                                            | 26                            |
| 2012 | 773.026                   | 388.736                   | 384.290                   | 1,18                                     | 988,6                                            | 27                            |
| 2011 | 764.033                   | 384.735                   | 379.298                   | 2,61                                     | 985,9                                            | 27                            |
| 2010 | 744.606                   | 371.019                   | 373.587                   | 0,92                                     | 1.006,9                                          | 28                            |
| 2009 | 737.852                   | 370.911                   | 366.941                   | −1,71                                    | 989,3                                            | 28                            |
| 2008 | 750.697                   | 378.451                   | 372.246                   | 0,66                                     | 983,6                                            | 26                            |
| 2007 | 745.778                   | 373.067                   | 372.711                   | —                                        | 999,0                                            | 25                            |

### Volkszählungsergebnisse
Nachfolgende Tabellen geben den bei den 14 Volkszählungen dokumentierten Einwohnerstand der Provinz Mardin wieder. Die Werte der linken Tabelle entstammen E-Books (der Originaldokumente), die Werte der rechten Tabelle basieren auf der Datenabfrage des Türkischen Statistikinstituts TÜIK.
| Jahr | Bevölkerung am Zensustag | Bevölkerung am Zensustag | jährl. Wachs- tumsrate in % | Rang |
| Jahr | Türkei                   | Provinz Mardin           | Provinz Mardin              | Rang |
| ---- | ------------------------ | ------------------------ | --------------------------- | ---- |
| 1927 | 13.648.270               | 183.317                  | —                           | 34   |
| 1935 | 16.158.018               | 229.921                  | 3,18                        | 34   |
| 1940 | 17.820.950               | 252.505                  | 1,96                        | 36   |
| 1945 | 18.790.174               | 234.457                  | -1,43                       | 39   |
| 1950 | 20.947.188               | 269.490                  | 2,99                        | 39   |
| 1955 | 24.064.763               | 305.520                  | 2,67                        | 37   |
| 1960 | 27.754.820               | 353.411                  | 3,14                        | 36   |

| Jahr | Bevölkerung am Zensustag | Bevölkerung am Zensustag | jährl. Wachs- tumsrate in % | Rang |
| Jahr | Türkei                   | Provinz Mardin           | Provinz Mardin              | Rang |
| ---- | ------------------------ | ------------------------ | --------------------------- | ---- |
| 1965 | 31.391.421               | 397.880                  | 2,52                        | 36   |
| 1970 | 35.605.176               | 453.092                  | 1,39                        | 33   |
| 1975 | 40.347.719               | 519.687                  | 1,47                        | 30   |
| 1980 | 44.736.957               | 564.967                  | 0,87                        | 31   |
| 1985 | 50.664.458               | 652.069                  | 1,54                        | 30   |
| 1990 | 56.473.035               | 557.727                  | -1,45                       | 37   |
| 2000 | 67.803.927               | 705.098                  | 2,64                        | 32   |

Anzahl der Provinzen bezogen auf die Censusjahre:
- 1927, 1940 bis 1950: 63 Provinzen
- 1935: 57 Provinzen
- 1955: 67 Provinzen
- 1960 bis 1985: 73 Provinzen
- 1990: 73 Provinzen
- 2000: 81 Provinzen

### Detaillierte Volkszählungsergebnisse
| Jahr | Gesamtbevölkerung | Gesamtbevölkerung | Gesamtbevölkerung | Stadtbevölkerung | Stadtbevölkerung | Stadtbevölkerung | Stadtbevölkerung | Landbevölkerung | Landbevölkerung | Landbevölkerung | Landbevölkerung |
| Jahr | Gesamt            | männlich          | weiblich          | Gesamt           | %                | männlich         | weiblich         | Gesamt          | %               | männlich        | weiblich        |
| ---- | ----------------- | ----------------- | ----------------- | ---------------- | ---------------- | ---------------- | ---------------- | --------------- | --------------- | --------------- | --------------- |
| 1927 | 183.317           | 90.805            | 92.512            | 41.703           | 22,75            | 22.736           | 18.967           | 141.614         | 77,25           | 68.069          | 73.545          |
| 1935 | 229.921           | 112.599           | 117.322           | 46.983           | 20,43            | 24.607           | 22.376           | 182.938         | 79,57           | 87.992          | 94.946          |
| 1940 | 252.505           | 126.002           | 126.503           | 53.600           | 21,23            | 28.626           | 24.974           | 198.905         | 78,77           | 97.376          | 101.529         |
| 1945 | 234.457           | 118.071           | 116.386           | 45.977           | 19,61            | 23.996           | 21.981           | 188.480         | 80,39           | 94.075          | 94.405          |
| 1950 | 269.490           | keine Angaben     | keine Angaben     | 49.945           | 18,53            | keine Angaben    | keine Angaben    | 219.545         | 81,47           | keine Angaben   | keine Angaben   |
| 1955 | 305.520           | 156.000           | 149.520           | 62.346           | 20,41            | 32.258           | 30.088           | 243.174         | 79,59           | 123.742         | 119.432         |
| 1960 | 353.411           | 181.646           | 171.765           | 73.907           | 20,91            | 39.212           | 34.695           | 279.504         | 79,09           | 142.434         | 137.070         |
| 1965 | 397.880           | 205.313           | 192.567           | 90.093           | 22,64            | 48.192           | 41.901           | 307.787         | 77,36           | 157.121         | 150.666         |
| 1970 | 453.092           | 230.638           | 222.454           | 119.852          | 26,45            | 63.883           | 55.969           | 333.240         | 73,55           | 166.755         | 166.485         |
| 1975 | 519.687           | 269.675           | 250.012           | 155.876          | 29,99            | 84.749           | 71.127           | 363.811         | 70,01           | 184.926         | 178.885         |
| 1980 | 564.967           | 288.385           | 276.582           | 192.004          | 33,98            | 103.045          | 88.959           | 372.963         | 66,02           | 185.340         | 187.623         |
| 1985 | 652.069           | 332.812           | 319.257           | 244.000          | 37,42            | 130.405          | 113.595          | 408.069         | 62,58           | 202.407         | 205.662         |
| 1990 | 557.727           | 282.459           | 275.268           | 249.032          | 44,65            | 129.819          | 119.213          | 308.695         | 55,35           | 152.640         | 156.055         |
| 2000 | 705.098           | 362.167           | 342.931           | 391.249          | 55,49            | 204.132          | 187.117          | 313.849         | 44,51           | 158.035         | 155.814         |

## Politik
Im Jahre 1997 wurde vom Gouverneur ein Verbot gegen die Klöster Mor Gabriel und Zafaran, ausländische Gäste zu beherbergen und Sprachunterricht in Aramäisch sowie Religionsunterricht zu erteilen, erlassen. Internationale Proteste haben mittlerweile bewirkt, dass das Beherbergungsverbot wieder aufgehoben ist. Muttersprachlicher Unterricht in Aramäisch ist aber weiterhin untersagt.

## Geschichte
Das Gebiet war von alters her die Verbindung zwischen den mesopotamischen und den anatolischen Kulturen und Siedlungsgebiet der arabischsprachigen Volksgruppe der Mhallami.

## Tourismus
Touristisch ist dieses Gebiet vor allem durch die Altstadt Mardins und den Tur Abdin bekannt. Zwei der ältesten christlichen Klöster (Dayro d'Mor Hananyo und Dayro d’Mor Gabriel), Siltan-Sêxmus (ca. 20 km in Richtung Diyarbakır) und Küferdel (Ruine einer antiken Stadt, ca. 15 km nördlich von Mardin in Richtung Diyarbakır/Stewrê) liegen in dieser Provinz. Der Name Mardin stammt vom aramäischen Wort ܡܶܪܕܺܝܢ für „Burgen“ und veranschaulicht sehr gut die Lage der Stadt. Überdies bedeutet der Name Mardin in kurdischer Sprache „heldenhaft“.

## Persönlichkeiten
- Musa Anter (1920–1992), Schriftsteller
- Cegerxwîn (1903–1984), Schriftsteller
- Louis Cheikhô (1859–1927), Orientalist, Theologe und Jesuit
- Ekrem Dağ (* 1980), Fußballspieler
- Yousuf Karsh (1908–2002), Fotograf
- Flavianus Michael Malke (1858–1915), syrisch-katholischer Bischof und Opfer des Völkermords an den Assyrern
- Ignatius Maloyan (1869–1915), armenisch-katholischer Erzbischof
- Elias Mellus (1831–1908), chaldäisch-katholischer Erzbischof
- Orhan Miroğlu (* 1953), Politiker und Schriftsteller
- Aziz Sancar (* 1946), Chemie-Nobelpreisträger
- Ahmet Türk (* 1942), Politiker